# 프랑수아그자비에 오르톨리

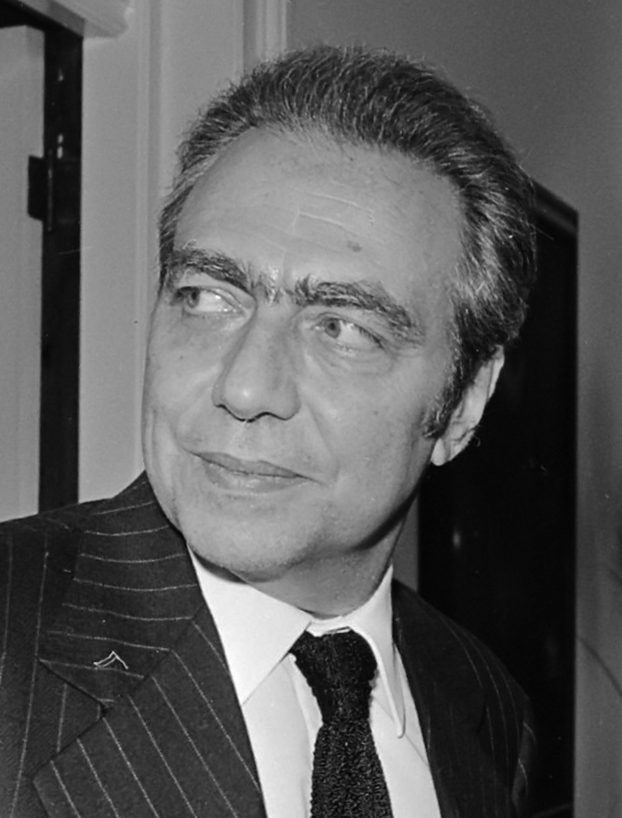
프랑수아그자비에 오르톨리

프랑수아그자비에 오르톨리(프랑스어: François-Xavier Ortoli, 1925년 2월 16일 코르시카 아작시오 ~ 2007년 11월 30일 파리)는 프랑스의 정치인, 기업인이다.

## 생애
제2차 세계 대전 중에는 자유 프랑스 군대에 참전하면서 레지스탕스 운동에 가담했다. 1968년 5월 31일부터 1968년 7월 10일까지 프랑스 국가교육부 장관을 역임했고 1968년 7월 12일부터 1969년 6월 20일까지 프랑스 재무부 장관, 1969년 7월 22일부터 1972년 7월 5일까지 프랑스 산업부 장관을 역임했다.
1973년 1월 5일부터 1977년 1월 5일까지 유럽 연합 집행위원회의 위원장을 역임했다. 1984년부터 1990년까지 프랑스의 석유 회사인 토탈의 대표이사를 역임했다.